# Польська Екстраліга з хокею 2003—2004
Чемпіонат Польщі з хокею 2004 — 69-ий чемпіонат Польщі з хокею, чемпіоном став клуб Унія (Освенцім).

## Попередній раунд
| М  | Команда               | І  | В  | ВО | Н | ПО | П  | Ш       | О  |
| -- | --------------------- | -- | -- | -- | - | -- | -- | ------- | -- |
| 1. | Унія (Освенцім)       | 28 | 24 | 1  | 1 | 0  | 2  | 182:63  | 75 |
| 2. | Подгале (Новий Тарг)  | 28 | 22 | 0  | 1 | 0  | 5  | 154:57  | 67 |
| 3. | Сточньовець (Гданськ) | 28 | 19 | 0  | 1 | 1  | 7  | 133:59  | 59 |
| 4. | ГКС Тихи              | 28 | 17 | 0  | 1 | 1  | 9  | 143:84  | 53 |
| 5. | ТКХ «Торунь»          | 28 | 11 | 1  | 0 | 0  | 16 | 108:116 | 35 |
| 6. | Орлік (Ополе)         | 28 | 10 | 0  | 0 | 0  | 18 | 85:119  | 30 |
| 7. | ГКС Катовіце          | 28 | 4  | 0  | 0 | 1  | 23 | 80:181  | 13 |
| 8. | КТХ Криниця           | 28 | 0  | 1  | 0 | 0  | 27 | 49:261  | 2  |

Скорочення: М = підсумкове місце, І = ігри, В = перемоги, ВО = перемоги в овертаймі, Н = перемога за неявку, ПО = поразки в овертаймі, П = поразки, Ш = закинуті та пропущені шайби, О = набрані очки

## Плей-оф

### Півфінали 1 - 4 місця
- Унія (Освенцім) — ГКС Тихи 3:2 (4:2, 2:1 Б, 2:3, 1:4, 1:0)
- Подгале (Новий Тарг) — Сточньовець (Гданськ) 3:0 (4:2, 2:1, 5:0)

### Півфінали 5 - 8 місця
- Орлік (Ополе) — ГКС Катовіце 3:2 (2:1, 1:3, 3:8, 4:3 ОТ, 5:3)
- ТКХ «Торунь» — КТХ Криниця 3:0 (7:0, 6:2, 8:5)

### Фінал
- Унія (Освенцім) — Подгале (Новий Тарг) 4:2 (4:3 ОТ, 1:3, 2:1, 2:0, 2:3 ОТ, 2:1)

### Матч за 3 місце
- Сточньовець (Гданськ) — ГКС Тихи 0:3 (1:4, 2:5, 1:3)

### Матч за 5 місце
- ТКХ «Торунь» — Орлік (Ополе) 0:2 (3:5, 3:5)

### Матч за 7 місце
- ГКС Катовіце — КТХ Криниця 3:2 (3:4 ОТ, 2:4, 3:1, 3:1, 5:2)

## Бомбардири
| Гравець           | Клуб                  | Г  | П  | О  |
| ----------------- | --------------------- | -- | -- | -- |
| Лешек Ляшкевич    | Унія (Освенцім)       | 21 | 20 | 41 |
| Ярослав Розанські | Подгале (Новий Тарг)  | 20 | 20 | 40 |
| Зденек Юрасек     | Сточньовець (Гданськ) | 20 | 19 | 39 |
| Далібор Ржимські  | Унія (Освенцім)       | 15 | 22 | 37 |
| Анджей Рашчинські | Сточньовець (Гданськ) | 19 | 17 | 36 |

## І Ліга
| М   | Команда                  | І  | В  | ВО | Н | ПО | П  | Ш       | О  |
| --- | ------------------------ | -- | -- | -- | - | -- | -- | ------- | -- |
| 1.  | КХ Сянок                 | 36 | 28 | 1  | 3 | 0  | 4  | 225:69  | 89 |
| 2.  | Краковія Краків          | 36 | 24 | 0  | 4 | 0  | 8  | 241:95  | 76 |
| 3.  | Унія (Освенцім) ІІ       | 36 | 22 | 3  | 0 | 3  | 8  | 162:102 | 75 |
| 4.  | СМС (Сосновець) І        | 36 | 22 | 0  | 0 | 1  | 13 | 141:100 | 67 |
| 5.  | Полонія Битом            | 36 | 19 | 2  | 3 | 0  | 12 | 161:115 | 64 |
| 6.  | СМС (Сосновець) ІІ       | 36 | 16 | 1  | 0 | 0  | 19 | 126:122 | 50 |
| 7.  | Заглембє Сосновець       | 36 | 11 | 0  | 1 | 0  | 24 | 132:199 | 34 |
| 8.  | ТКХ «Торунь» ІІ          | 36 | 9  | 1  | 0 | 1  | 25 | 114:285 | 30 |
| 9.  | Подгале (Новий Тарг) ІІ  | 36 | 6  | 0  | 3 | 3  | 24 | 107:229 | 24 |
| 10. | Сточньовець (Гданськ) ІІ | 36 | 6  | 1  | 2 | 1  | 26 | 97:190  | 23 |

## Плей-оф (І Ліга)

### Півфінали (І Ліга)
- КХ Сянок — Заглембє Сосновець 3:0 (15:2, 4:0, 10:3)
- Краковія Краків — Полонія Битом 3:0 (10:0, 4:2, 8:0)

### Матч за 3 місце (І Ліга)
- Полонія Битом — Заглембє Сосновець 2:1 (3:2, 2:3, 12:3)

### Фінал (І Ліга)
- Краковія Краків — КХ Сянок 3:0 (4:3, 4:3, 4:3 Б)